# Joe Ball
Joseph Douglas Ball (n. 6 ianuarie 1892, Texas, SUA – d. 24 septembrie 1938, Elmendorf⁠(d), Texas, SUA) a fost un criminal american și un presupus criminal în serie, supranumit uneori „Omul Aligator”, „Măcelarul din Elmendorf” și „Barbă-Albastră din sudul Texasului”.

## Context

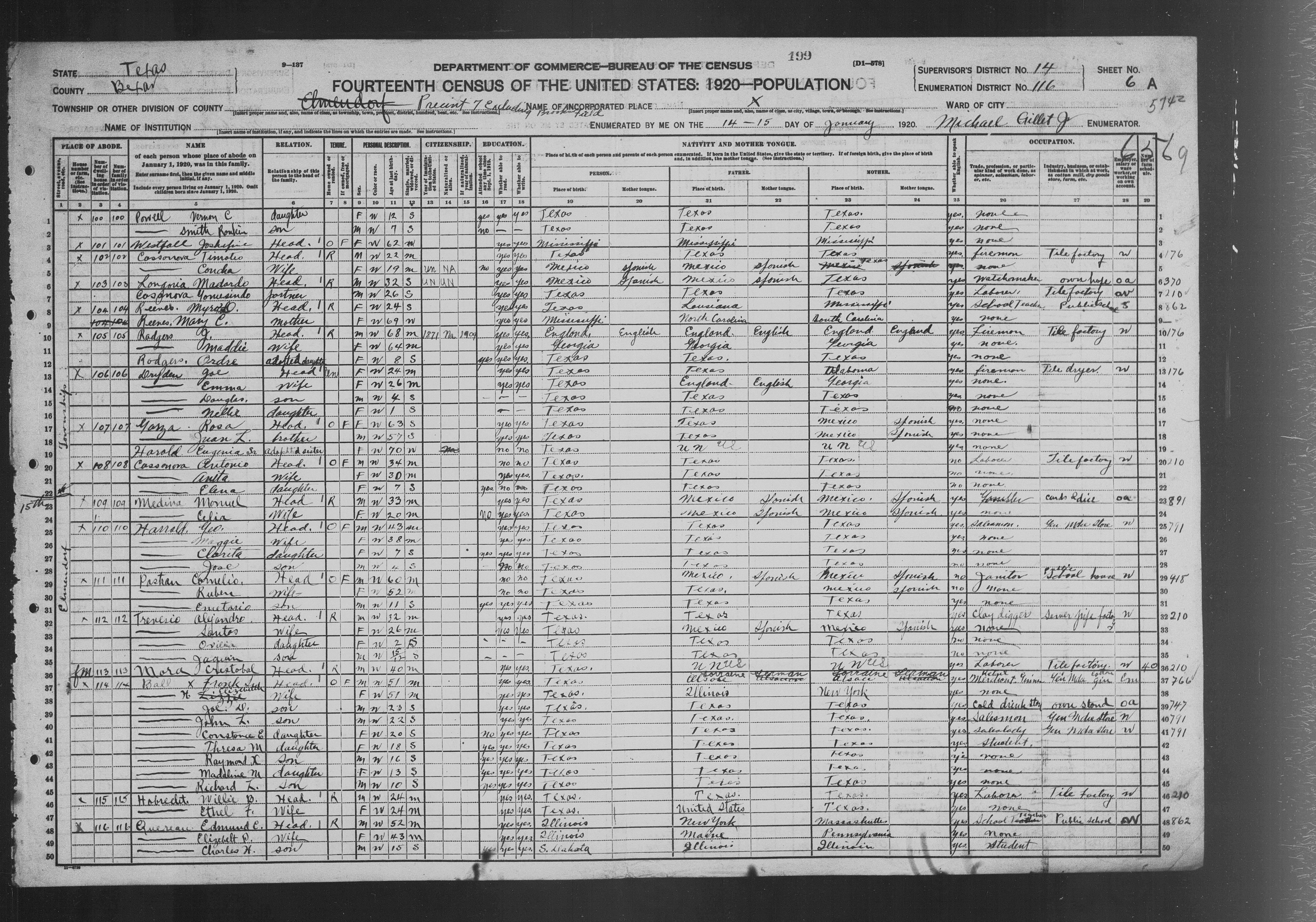
Recensământul SUA din 1920, familia Ball pe liniile 37–45. Joe D. Ball este menționat pe linia 37.

Joseph Douglas Ball s-a născut în San Antonio, fiul lui Elizabeth Hart (născută Lawler; 1868–1922) și al lui Frank Xavier Ball (1868–1937), un bogat proprietar de fermă devenit ulterior proprietar de magazin universal, fiind al doilea din cei opt copii ai familiei. Fratele său, Raymond Ball, a fost primul primar al orașului Elmendorf, Texas.
După ce a luptat în prima linie pe fronturile europene în timpul Primului Război Mondial, Ball și-a început cariera ca contrabandist de alcool, furnizând băuturi alcoolice ilegale celor care își permiteau să le cumpere. După sfârșitul prohibiției, a deschis un local numit Sociable Inn în Elmendorf, Texas. A făcut un iaz în care trăiau cinci aligatori, și percepea bani de la oameni pentru a-i vedea, mai ales în timpul hrănirii. Hrana consta în principal din pisici și câini vii.

## Crimele
După o perioadă, au început să dispară femei din zonă, printre care și ospătărițe. Când doi adjuncți ai șerifului din Comitatul Bexar s-au dus să-l interogheze în 1938, Ball a scos un pistol și s-a sinucis cu un glonț în inimă (după cum este menționat în certificatul său de deces de către medicul legist, însă unele surse raportează că s-a împușcat în cap).
Un meșteșugar, Clifford Wheeler, a recunoscut că l-a ajutat pe Ball să scape de cadavrele a două dintre femeile pe care le ucisese. Wheeler a descris cum Ball a ucis-o pe ospătărița Minnie Gotthardt în iunie 1937 și, mai târziu, pe colega sa Hazel Brown, cunoscută și sub numele de "Schatzie", după ce aceasta s-a îndrăgostit de un client obișnuit al barului și a vrut să înceteze să lucreze pentru Ball. Wheeler a condus autoritățile la rămășițele lui Hazel Brown și Minnie Gotthardt. A fost închis timp de doi ani pentru complicitate la crimă, în timp ce aligatorii au fost donați Grădinii Zoologice din San Antonio. Într-un interviu din 1957, soția lui Ball, Dolores „Buddy” Goodwin (dispariția temporară a cărei fusese atribuită anterior unei crime comise de Ball), a susținut că niciun fel de femei nu ar fi fost aruncate în iazul cu aligatori, afirmând că au existat doar două crime. Nepotul lui Ball, Richard „Bucky” Ball Jr., atribuie crimele traumei violente suferite în timpul serviciului său în Primul Război Mondial.
Puține surse scrise din acea perioadă pot verifica crimele lui Ball. Editorul de ziar Michael Hall a investigat povestea în detaliu în 2002 și a scris despre descoperirile sale pentru Texas Monthly.

## În cultura populară
Filmul Eaten Alive, regizat de Tobe Hooper, a fost inspirat de Ball. Filmul prezintă un bărbat pe nume Judd, un criminal în serie care deține un hotel și își ascunde cadavrele victimelor hrănindu-le la un crocodil de Nil.
Ball a fost menționat în episodul al cincilea din sezonul opt al serialului Bones, intitulat „The Method in the Madness”.
Trupa Macabre a compus o piesă intitulată „Joe Ball Was His Name” pe albumul lor Carnival of Killers.